# Myclimate
myclimate – The Climate Protection Partnership ist eine gemeinnützige Stiftung, die 2006 in der Schweiz gegründet wurde und von Zürich und den verschiedenen Standorten in Deutschland und Österreich Unternehmen, Institutionen und Privatpersonen weltweit betreut. Sie will messbaren Klimaschutz fördern durch Beratung, Bildung sowie Klimaschutzprojekte, die von Kunden zur Kompensation ihrer Treibhausgasemissionen finanziert werden. Seit der Gründung hat die Stiftung bis Juni 2025 nach eigenen Angaben 210 Klimaschutzprojekte in 48 Ländern entwickelt und unterstützt.

## Ziele
Die Stiftung myclimate setzt sich dafür ein, dass die Externalität CO2 in der Marktwirtschaft einen Preis bekommt, sich also marktwirtschaftlich integrieren lässt. Dahinter steht die Idee, die Treibhausgasemissionen zu berechnen, die z. B. bei der Produktion oder im Verkehr anfallen, und im selben Umfang die Klimaschutzprojekte zu finanzieren, heisst an einem anderen Ort zu reduzieren. In den Klimaschutzprojekten werden bspw. dadurch Emissionen reduziert, dass fossile Energiequellen durch erneuerbare Energien ersetzt und energieeffiziente Technologien implementiert werden. Auch werden lokale Aufforstungsmassnahmen mit Kleinbauern umgesetzt, was sich nicht nur positiv auf das Klima, sondern auch auf die Lebensumstände der lokalen Bevölkerung auswirkt. Da es egal ist, wo schlussendlich das CO2 gemindert wird, werden die Projekte meist in südlichen Ländern realisiert, wo man mit dem gleichen Geld mehr Klimaschutz erreichen kann. myclimate entwickelt jedoch seit 2007 auch Klimaschutzprojekte in der Schweiz, Deutschland und Österreich an und bietet zurzeit über 40 lokale Projekte auf dem Freiwilligen- und dem Verpflichtungsmarkt an.
Privatpersonen, Staatsstellen oder Unternehmen können von der Stiftung auf freiwilliger Basis Klimatickets erwerben, wobei der Erlös dann an solche Umweltschutzprojekte weitergeleitet wird. Das Schweizer Umweltbundesamt UVEK, Liechtenstein, wie auch die WWF Climate Group, kompensieren mit der Stiftung. Zudem arbeitet myclimate mit einigen grossen Unternehmen zusammen im Bereich Ökobilanzierung, Nachhaltigkeitsreporting, Ressourceneffizienz und in der Entwicklung von Carbon Insetting- und Software-Lösungen.
Die Stiftung hat sich auf Lebenszyklusanalysen spezialisiert und zusammen mit dem Ökozentrum Langenbruck den Verein Climatop gegründet, welcher klimapositive Produkte auszeichnet. Die Initiative erhofft sich dadurch mehr Wettbewerb bei Produzenten bezüglich der Herstellung besserer Produkte. Das Label ist unter anderem beim grössten Einzelhändler der Schweiz, der Migros, im Einsatz.
Die Stiftung unterstützt nach eigenen Angaben Klimaschutzprojekte nach höchsten qualitativen Standards. Die Klimaschutzprojekte richten sich nach international anerkannten Kriterien, die auf das Kyōto-Protokoll zurückgehen. Die Projekte werden gemäss Clean Development Mechanism (CDM) und Gold Standard oder – in Anlehnung an dessen Abläufe, Kriterien und Methoden – als myclimate VER-Projekte (Verified Emission Reduction: Überprüfte Emissionsverminderung) nach den Richtlinien von Plan Vivo umgesetzt.
Die Stiftung unterstützt nach eigenen Angaben ausschliesslich Projekte, die direkt Emissionen reduzieren. Darunter fallen die Kategorien „Erneuerbare Energien“, „Energieeffizienz“ und „Reduktion von Methanemissionen in Kombination mit energetischer Nutzung“. Die Emissionsreduktionen aus den Klimaschutzprojekten werden – nach eigenen Angaben von myclimate – während der gesamten Projektdauer gemessen und von unabhängigen Instanzen überprüft.
Unternehmen werden dabei begleitet, intern den Ressourcenverbrauch zu reduzieren und nachhaltiger zu wirtschaften und werden beim Einstieg in das entsprechende Programm ggfs. ausgezeichnet. Als Beispiel gilt hier das branchenspezifische Dienstleistungspaket für die Druck- und Verpackungsindustrie oder für den Tourismus.

## Partner und Patronat
Die ursprüngliche Idee die Stiftung stammt von ehemaligen Studenten der ETH Zürich, die sich seit 2002 unter der Bezeichnung myclimate für Klimaschutz eingesetzt hatten. Die Stiftung ging 2006 aus einem Zusammenschluss dieser Gruppe mit einer privaten Initiative namens CLiPP hervor. Die Stiftung wird von verschiedenen Instituten der ETH wissenschaftlich unterstützt. Zu den Partnern gehört das Zentrum für Nachhaltigkeit der ETH und das schweizerische Bundesamt für Energie sowie der Wirtschaft.
Im Patronat sind unter anderen die Schweizer Umweltministerin Doris Leuthard, das ehemalige Mitglied des deutschen Bundestages Ernst Ulrich von Weizsäcker und der Friedensnobelpreisträger Muhammad Yunus. Zudem ist myclimate Mitglied der Klima-Allianz Schweiz.

## Kontroverse
- Im Jahr 2011 untersagte die Lauterkeitskommission der Stiftung verschiedene Werbeaussagen zu Ressourcenverbrauch und Potenzial verschiedener Projekte als sachlich unzutreffend.[24][25] Im Juni 2012 wies die Lauterkeitskommission einen Rekurs der Stiftung gegen dieses Urteil vollumfänglich ab.[26]

- Im selben Jahr wurde bekannt, dass die Stiftung grosse Mengen an Mitteln vorhält, ohne sie in Klimaschutzprojekte zu investieren.[27] Die Stiftung widersprach diesem Vorwurf in einer Stellungnahme: Spendengelder würden innerhalb von drei Jahren rückwirkend in Projekte investiert sofern diese nachweislich Emissionsreduktionen generiert haben. Bis dahin seien die Mittel im Klimaschutzfond zweckgebunden.[28] Zurzeit werden alle Kompensationsgelder in einem zweckgebundenen Fonds eingelagert und innert zwei Jahren in Projekte investiert. Innert drei Jahren werden die dazugehörigen Zertifikate stillgelegt.[29]

- Kritiker bezeichnen entsprechende Initiativen als modernen Ablasshandel, weil die Zertifikaten-Märkte sowie auch die Projekte mit Unsicherheiten belastet sind. Nach Aussagen der Stiftung wurde aus diesem Grund zusammen mit dem WWF die Entwicklung des Gold-Standards vorangetrieben. Zudem liege der Unterschied darin, dass Kompensationsspenden eine Wirkung haben und so externe Kosten internalisiert werden.[30]

- 2022 ließen Journalistinnen der Wochenzeitung Die Zeit einen nicht existierenden Blumenladen von Myclimate zertifizieren. Die dabei gemachten Angaben wurden von Myclimate nicht geprüft. Nur ein Bruchteil der dabei in Rechnung gestellten Kosten sollten in ein Projekt zur Kompensation der ungeprüften CO2-Emissionen des fiktiven Unternehmens fließen.[31]

- Projekte zur Klimakompensation sind im Allgemeinen selten wirkungsvoll: 2024 befand eine in nature communications veröffentlichte Übersichtsarbeit, dass Kompensationsprojekte im Schnitt nur ca. 16 % der gehandelten Emissionsreduktionen erreichen; diese Angabe bezieht sich auf Kompensationsprojekte im Allgemeinen, nicht konkret auf Projekte von MyClimate.[32]

## Externe Evaluation
Zwei von der Stiftung betreute Klimaprojekte in Peru und Nepal wurden 2013 im Rahmen des UNFCCC Momentum for Change für die sogenannten Lighthouse Activities, einem Förderprogramm für Projekte gegen den Klimawandel, ausgewählt.
Der Bundesverband der Verbraucherzentralen stufte die Stiftung in einer Studie vom Juni 2010 über Kompensationsanbieter für Flugreisen zusammen mit zwei anderen Anbietern als „empfehlenswert“ ein. Eine weitere Studie im Auftrag des VZBV vom August 2010 sieht die Stiftung hinter den Anbietern Atmosfair und Arktik auf dem dritten Platz von 12 direkten Anbietern für Privatpersonen und Unternehmen. Zur Abwertung führte die unterdurchschnittliche Realitätsnähe der Berechnung.
Im selben Jahr belegte die Stiftung in einer Bewertungsstudie zu Anbietern von Zertifikaten zum Ausgleich von Treibhausgasemissionen der Universität Graz den zweiten Platz; getestet wurden insgesamt 34 europäische Anbieter. myclimate wurde im Bereich „Qualität des Emissionsrechners“ Kategorienbester.
Die Klimaabteilung der amerikanischen Tufts University hat in einer Studie 13 Organisationen untersucht, die Kompensationen für CO2-Emissionen anbieten. Kriterien waren Transparenz, Genauigkeit der Emissionsberechnungen, Preis der Kompensationen und Verwaltungskosten. Die Stiftung war dabei einer von vier Anbietern, die die Note sehr gut erreichten. Auch im ENDS Guide gehört myclimate zu den Top 3 der Welt.